# 중복집합
수학에서 중복집합(重複集合, 영어: multiset) 또는 다중집합(多重集合)은 각 원소를 어떤 기수만큼 중복하는 것을 허용하여 집합을 일반화한 개념이다. 중복집합의 원소가 중복된 횟수를 나타내는 기수를 중복도(重複度, 영어: multiplicity)라고 한다. 통상적인 집합은 각 원소의 중복도가 1인 중복집합으로 여길 수 있다. 집합의 연산들을 중복집합에 자연스럽게 확장할 수 있다.

## 정의
중복집합은 다음과 같은 데이터로 구성되는 순서쌍 {\displaystyle (M,\mu _{M})}이다.
- 집합 {\displaystyle M}. 그 원소를 중복집합의 원소라고 한다.
- 기수 값 함수 {\displaystyle \mu _{M}\colon M\to \operatorname {Card} \setminus \{0\}}. 각 {\displaystyle m\in M}에 대하여, {\displaystyle \mu _{M}(m)}을 {\displaystyle m}의 중복도라고 한다. ({\displaystyle M}에 속하지 않는 원소의 중복도는 0이라고 정의한다.)

중복집합 {\displaystyle M}의 크기는 모든 원소의 중복도의 합이다.
{\displaystyle |M|=\sum _{m\in M}\mu _{M}(m)}
여기서 우변은 기수의 덧셈이다.

## 연산
집합의 연산은 중복집합으로 자연스럽게 확장할 수 있다. 예를 들어, 두 중복집합 {\displaystyle (M,\mu _{M})}, {\displaystyle (M',\mu _{M'})}의 합집합 {\displaystyle M\cup M'}과 교집합 {\displaystyle M\cap M'}은 다음과 같다.
{\displaystyle \mu _{M\cup M'}=\max\{\mu _{M},\mu _{M'}\}}
{\displaystyle \mu _{M\cap M'}=\min\{\mu _{M},\mu _{M'}\}}

## 예
중복집합
{\displaystyle (\{a,b,c\},(a\mapsto 3,b\mapsto 2,c\mapsto 4))}
는 흔히
{\displaystyle \{a,a,a,b,b,c,c,c,c\}}
로 표기한다. 그 크기는 3+2+4=9이다.

## 같이 보기
- 집합론
- 단어 가방 모형